# إكسومول
إكسومول أو الجزئ الخارجي (بالإنجليزية:  ExoMol)‏ هو مشروع قاعدة بيانات لقوائم خطوط الجزيئات التي يمكن استخدامها للتشخيص الطيفي ومحاكاة البيئات الفيزيائية الفلكية، مثل الكواكب الخارجية (كوكب خارج المجموعة الشمسية) والأقزام البنية والنجوم الباردة والكلفة الشمسية. تدير هذا المشروع مجموعة فيزياء الجزيئات النظرية في كلية لندن الجامعية ويقود الفريق جوناثان تينيسون. تولد قوائم الخطوط الجديدة لنحو 30 جزئ صغير محل الاهتمام الفيزيائي الفلكي والتي تفتقر الآن إلى التغطية الطيفية الكاملة. تشمل تلك القائمة ثنائيات الذرة (مثل الكربون ثنائي الذرة C2 والأكسجين ثنائي الذرة O2 وأكسيد الألمونيوم والمغنسيوم أحادي الهيدروجين والكالسيوم أحادي الهيدروجين والحديد أحادي الهيدروجين) وثلاثيات الذرة (مثل جزئ الماء وكبريتيد الهيدروجين والكربون ثلاثي الذرة وثاني أكسيد الكبريت) ورباعيات الذرة (مثل الفوسفين وبيروكسيد الهيدروجين والفورمالديهايد) وجزيئات أخرى أكبر (مثل الميثان وحمض النيتريك).

## موجز
منذ اكتشاف أول كوكب خارج المجموعة الشمسية، ارتفع عدد الكواكب المؤكد وجودها خارج المجموعة الشمسية وكذلك الكواكب المرشحة. وبالتالي انتقل تركيز العلماء نحو تشخيص هذه الأجسام، وبالتحديد، معرفة المواد المصنوعة منها. تعتمد أغلب الاكتشافات الفلكية على استخدام بيانات الذرات والجزيئات الأساسية. وبالتالي فإن تفسير الملاحظات وتأطير أغلفة هذه الكواكب والأجسام النجمية والتي تعطي فكرة عن التركيب الكيميائي والحرارة يعتمد على التقدم في الفيزياء الفلكية المعملية، خاصة في المطيافية الجزيئية. بالرغم من التقدم الملحوظ في المطيافية الحاسوبية عبر العقد الماضي والذي أدى إلى وصف شامل ودقيق لبعض الجزيئات ثلاثية الذرة (مثل جزئ الماء والهيدروجين الثلاثي)، تظل المعلومات حول بعض الممتصات الأخرى غير كاملة، خاصة عند درجات الحرارة الأكبر من درجة حرارة الغرفة. الهدف العام لمشروع إكسومول هو توفير بيانات نظرية دقيقة ومفصلة حول مطيافية المكونات الرئيسة لأغلفة الأجسام الفيزيائية الفلكية المختلفة مثل النجوم الباردة والكواكب الخارجية والأقراص الكوكبية.
تنظم تلك البيانات في شكل فهارس انتقال، أو ما يسمى قوائم الخطوط. سيولد إكسومول قوائم خطوط لكل الجزيئات المحتمل أهميتها في أغلفة الكواكب خارج المجموعة الشمسية والنجوم الباردة. يُعتبر التعرف على جزئ الماء في غلاف كوكب خارجي مثالًا على توضيح قوائم الخطوط النظرية المعتمدة.
لا يزال التأطير الدقيق لأغلفة الكواكب والأجسام النجمية معاقًا بالافتقار إلى البيانات المطيافية حول الممتصات الرئيسة. وبالتالي، لا يوجد بيانات متاحة حول العديد من المكونات المهمة لأغلفة الكواكب خارج كواكب المجموعة الشمسية والأقزام البنية. إن المعلومات حول الممتصات الأخرى إما أن تكون غير دقيقة أو غير كاملة وبالتالي تتطلب تحسينًا جذريًّا. على سبيل المثال، لا توفر قائمة خطوط الميثان الحديثة الدقة أو الكمال المطلوب لنماذج أطياف الميثان الساخن الموجودة في الكواكب الخارجية. كما أن العدد المتزايد للاستطلاعات الفيزيائية الفلكية سيخلق طلبًا متزايدًا لمطيافية فعالة لمئات إلى آلاف الأجسام الملحوظة لكل درجة مربعة. إن قوائم الخطوط الجزيئية الموجودة غير فعالة للمستوى المتوقع من الحساسية المطلوب لتفسير هذه الملاحظات. سيطور إكسومول أدوات حاسوبية وسيولد المزيد من البيانات الكاملة الدقيقة للاستجابة إلى هذه الطلبات.
من المحتمل أن تكون هناك مطالبات عن قوائم الخطوط للمركبات المهدرجة مثل كبريتيد الهيدروجين والفوسفين والأسيتيلين والإيثان والبروبان. ينتمي الأسيتيلين إلى سلائف الدنا والبروتين ويعتبر مهمًا لنجوم الكربون. يُعتبر الفوسفين ذا أهمية خاصة لمطيافية الغلاف الجوي لكوكب المشتري وزحل. نتوقع أن يكون كبريتيد الهيدروجين مكونًا مهمًا لبعض الكواكب خارج المجموعة الشمسية. كما يُعتبر حمض النيتريك أيضًا جزيئًا مهمًا من الناحية البيولوجية. تساق المطالبات حول قائمة خط أكسيد الكبريت بالنماذج النظرية عن أغلفة كواكب المجموعة الشمسية، فمن المعروف أنه مكونًا لها. من وجهة النظر الفيزيائية الفلكية، يعني غياب قائمة للميثان أنه من غير المحتمل تأطير أغلفة الأقزام البنية المتأخرة أو فئة العمالقة الغازية من الكواكب الخارجية تأطيرًا دقيقًا. تظل كمية هذه المركبات غير أكيدة لأن البيانات المعملية الضرورية عن أطيافها الساخنة غير متوفرة.
يهدف المشروع إلى تأسيس إنتاج نظامي لقوائم الخطوط لكل الجزيئات المحتمل ملاحظتها في أغلفة الكواكب الموجودة خارج المجموعة الشمسية والنجوم الباردة في المستقبل القريب.